# 孟嘉
孟嘉，字万年，江夏鄳縣（今湖北省孝昌縣）人。东晋人物，孟宗曾孙，孟揖孙，孟陋之兄，陶渊明的外祖父。孟嘉有“孟嘉落帽”的典故。
孟嘉幼年丧父。娶陶侃第十女。曾任庐陵从事、江州别驾、巴丘县令、征西参军等职。晚年任桓温的从事中郎、长史。
孟嘉墓位于湖北阳新富水水库东北的孟嘉山。